# Paolino Dallaporta
Paulino Dallaporta (født 25. juli 1956 i Mantova Italien) er en italiensk bassist, guitarist, komponist, professor og lærer.
Dallaporta har spillet med Pat Metheny, Kenny Wheeler, Lee Konitz, Michel Petrucciani, Paul Bley, Paul McCandless, Billy Cobham, Don Cherry, David Liebman, Lester Bowie, Daniel Humair, Han Bennink, Sam Rivers og mange flere.
Han hører til blandt italiens fremmeste bassister på både kontrabas og el-bas.
Dallaporta blev medlem af den anerkendte verdensmusik/fusionsgruppe Oregon i 2016. Gruppen planlægger en turné og en pladeindspilning og udgivelse i 2017 med titlen "Lantern".